# Salcomin
Salcomin (auch: Co(salen)) ist ein Cobalt-Komplex. Die Verbindung wurde erstmals 1933 von Paul Pfeiffer synthetisiert.

## Etymologie
Der Name Salcomin ist ein Kunstwort, welches sich aus den Worten Salicylaldehyd, Cobalt und Ethylendiamin zusammensetzt.

## Darstellung
Nach Synthese des salen-Liganden durch Umsetzen von Ethylendiamin mit Salicylaldehyd in Ethanol kann die Verbindung durch anschließende Zugabe eines Cobaltsalzes wie Cobalt(II)-acetat dargestellt werden.

## Eigenschaften
Der Komplex besitzt eine quadratisch-planare Struktur. Die Verbindung ist paramagnetisch, das effektive magnetische Moment {\displaystyle \mu _{\text{eff}}} wird in Einheiten des Bohrschen Magneton mit 2,28 bis 2,75 bei Raumtemperatur angegeben.

Aktive Form von Salcomin
Inaktive Form von Salcomin

Salcomin existiert in einer aktiven und einer inaktiven Modifikation: Die besondere Eigenschaft der aktiven Form ist, dass diese in der Lage ist, bei Raumtemperatur Sauerstoff aus der Umgebungsluft zu binden (bis zu 4,9 Gew.-% Sauerstoff) und diesen nach Erwärmen auf 50–60 °C wieder abzugeben. Aus diesem Grund sollte die Verbindung unter Schutzgas gelagert werden.
Beide Modifikationen liegen unter Standardbedingungen als Dimere vor. Bei der aktiven Form besteht eine lose Bindung zwischen den beiden Cobaltatomen, während in der inaktiven Form die Sauerstoffatome der Liganden an beide Cobaltatome binden.
Die inaktive Form kristallisiert in der monoklinen Raumgruppe C2/c (Raumgruppen-Nr. 15) mit den Gitterkonstanten a = 26,380(5) Å, b = 7,105(5) Å, c = 14,470(5) Å, β = 97,96(2)° und Z = 8.

## Verwendung
Auf Seite der Alliierten wurde im Zweiten Weltkrieg Salcomin zur Gewinnung von Sauerstoff genutzt.
Anwendung findet der Komplex auch als Initiator in der radikalischen Polymerisation bzw. auch als Kettentransferreagenz genutzt werden. In der organischen Chemie findet Salcomin Anwendung als Katalysator beispielsweise in der Oxidation von Benzylalkohol zu Benzaldehyd. Die kinetische Racematspaltung kann mit chiralen Salcomin-Derivaten durchgeführt werden.